# نیدالا
نیدالا (به سوئدی: Nydala) یک منطقهٔ مسکونی در سوئد است که در Malmö Municipality واقع شده‌است. نیدالا ۵٬۸۱۷ نفر جمعیت دارد.